# Antinoo (nome)
Antinoo  è un nome proprio di persona italiano maschile.

## Varianti
- Maschili: Antino[3]
- Femminili: Antinoe, Antinoa[3], Antina[3]

### Varianti in altre lingue
- Catalano: Antínous[4]
- Croato: Antinoj
- Francese: Antinoüs
- Greco antico: Ἀντίνοος (Antinoos)
  - Femminili: Ἀντινόη (Antinoe)
- Inglese: Antinous
- Latino: Antinous[1]
- Portoghese: Antínoo
- Russo: Антиной (Antinoj)
- Spagnolo: Antínoo[4]

## Origine e diffusione

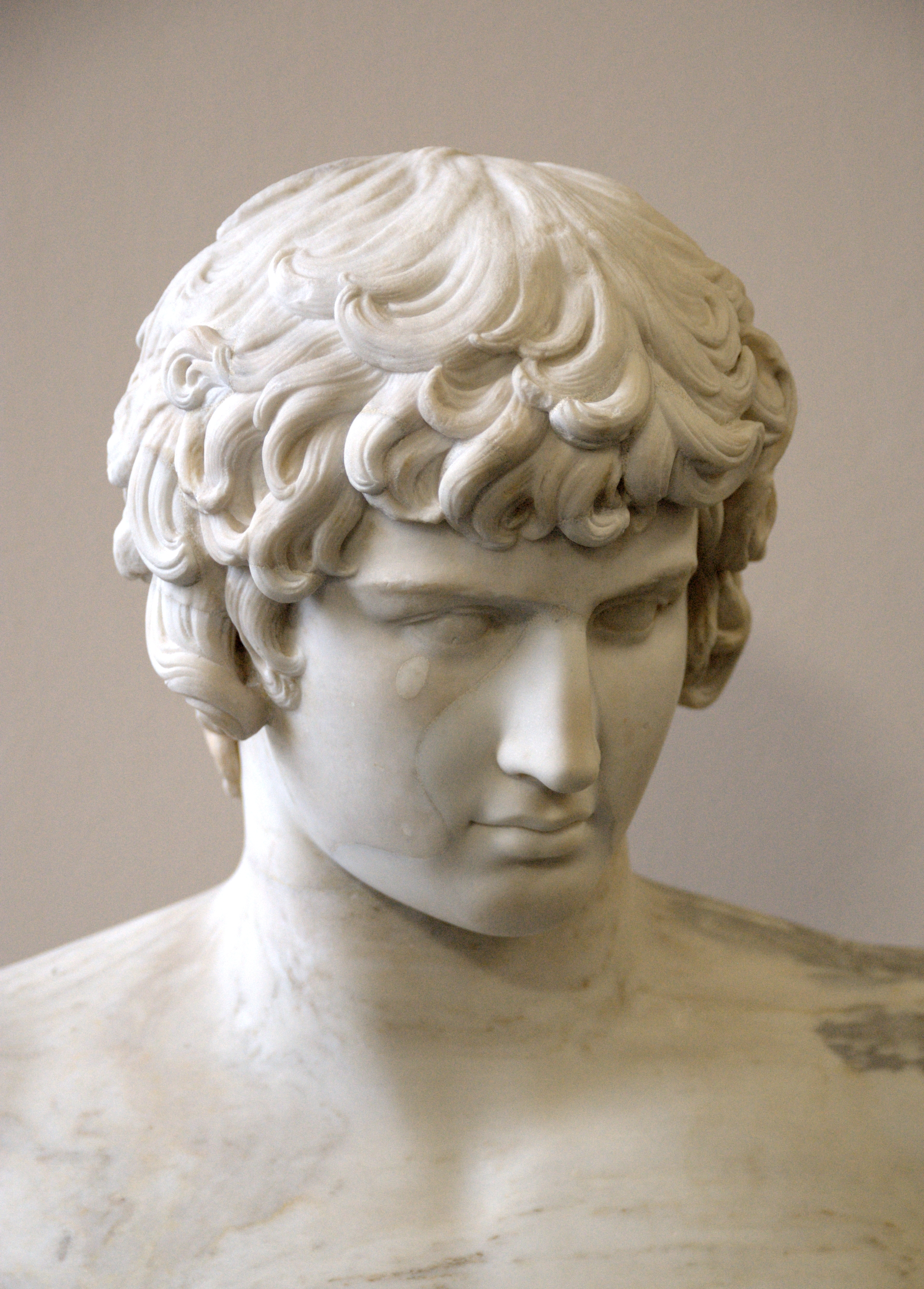
Busto di Antinoo conservato all'Altes Museum

Deriva dal greco Ἀντίνοος (Antinoos); è composto da ἀντί (anti, "anti", "contro", da cui anche Antero, Antiope, Antioco, Antigono e Antipatro) e νόος (noos, o νοῦς, nous, "mente", "pensiero", da cui anche Arsinoe e Alcinoo); può essere interpretato in diversi modi, quali "di pensiero opposto", "contro l'intelligenza" (cioè "insensato"), "mente scambievole" o "degno avversario intellettuale". Non mancano interpretazioni alternative, come quella che lo ricollega ad ἄνθος (anthos, "fiore") o quella che lo considera un'alterazione di Antonio.
È piuttosto noto per essere stato portato da Antinoo, il compagno dell'imperatore Adriano, da cui prendono il nome una costellazione e la città di Antinopoli; è inoltre portato da diversi personaggi della mitologia greca, fra i quali uno dei pretendenti di Penelope, il primo a cadere ucciso da Ulisse.

## Onomastico
L'onomastico si festeggia il 1º novembre, giorno di Ognissanti, in quanto il nome non è portato da alcun santo ed è quindi adespota.

## Persone
- Antinoo, compagno dell'imperatore Adriano